# 2023年至2024年世界電動方程式錦標賽
2023－24年國際汽聯世界電動方程式錦標賽（英語：2023–24 FIA Formula E World Championship）是電動方程式第十屆的錦標賽，這是由國際動力運動主管組織國際汽車聯盟所主辦的最高級別電動開輪式賽車賽事。

## 簽約車隊及車手
以下為參加2023－24年世界電動方程式錦標賽的車隊及車手（所有车队将继续使用電動方程式Gen3赛车，赛车同时将继续使用韩泰轮胎）：
| 车队                         | 动力总成             | 车号 | 车手                        |
| ---------------------------- | -------------------- | ---- | --------------------------- |
| 安德雷蒂环球车队             | 保时捷99X Electric   | 1    | 杰克·丹尼斯                 |
| 安德雷蒂环球车队             | 保时捷99X Electric   | 17   | 诺曼·纳托                   |
| DS潘世奇车队                 | DS E-TENSE FE23      | 2    | 斯托弗·范多恩               |
| DS潘世奇车队                 | DS E-TENSE FE23      | 25   | 让-埃里克·韦尔涅            |
| ERT电动方程式车队            | ERT X24              | 3    | 塞尔吉奥·塞特·卡马拉        |
| ERT电动方程式车队            | ERT X24              | 33   | 丹·蒂克特姆                 |
| 远景车队                     | 捷豹I-Type 6         | 4    | 羅賓·夫林斯                 |
| 远景车队                     | 捷豹I-Type 6         | 16   | 塞巴斯蒂安·布米             |
| 新未來城麥拉倫电动方程式车队 | 日产e-4ORCE 04       | 5    | 杰克·休斯                   |
| 新未來城麥拉倫电动方程式车队 | 日产e-4ORCE 04       | 8    | 山姆·伯德                   |
| 瑪莎拉蒂MSG车队              | 瑪莎拉蒂Tipo Folgore | 7    | 马克西米利安·冈瑟           |
| 瑪莎拉蒂MSG车队              | 瑪莎拉蒂Tipo Folgore | 18   | 杰汉·达鲁瓦拉               |
| 捷豹TCS車隊                  | 捷豹I-Type 6         | 9    | 米奇·埃文斯                 |
| 捷豹TCS車隊                  | 捷豹I-Type 6         | 37   | 尼克·卡西迪                 |
| ABT CUPRA电动方程式车队      | 马恆达M9Electro      | 11   | 盧卡斯·迪·格拉西            |
| ABT CUPRA电动方程式车队      | 马恆达M9Electro      | 51   | 尼科·穆勒                   |
| 泰格豪雅保时捷电动方程式车队 | 保时捷99X Electric   | 13   | 安東尼奧·費利克斯·達·科斯塔 |
| 泰格豪雅保时捷电动方程式车队 | 保时捷99X Electric   | 94   | 帕斯卡·韋亞連               |
| 马恒达车队                   | 马恆达M9Electro      | 21   | 尼克·德弗里斯               |
| 马恒达车队                   | 马恆达M9Electro      | 48   | 艾度亞度·莫他拿             |
| 日产电动方程式车队           | 日產e-4ORCE 04       | 22   | 奥利弗·罗兰                 |
| 日产电动方程式车队           | 日產e-4ORCE 04       | 23   | 萨沙·费内斯特拉兹           |

### 車隊變更
- 2023年9月5日， 安德烈提車隊宣布，旗下所有赛车运动队伍将从2024年起以“安德烈提环球车队”名义运营，其电动方程式车队也随之更名，同时不再由企业冠名赞助。[1]

- 2023年10月20日，蔚来333车队宣布更名为“ERT电动方程式车队”，同时结束与蔚来汽车的合作关系。

### 车手变更
- 2023年7月31日，ABT CUPRA电动方程式车队（英语：Abt Sportsline）宣布与羅賓·夫林斯解除合约[31] ，随后罗宾·弗林斯于8月8日宣布重回远景车队，取代尼克·卡西迪（英语：Nick Cassidy）[11]。9月29日，ABT CUPRA车队宣布，弗林斯的席位将由此前宣布离开马恒达车队的盧卡斯·迪·格拉西取代，其曾于2016-17赛季代表车队前身ABT舍弗勒奥迪运动车队取得赛季车手总冠军[22]。

- 2023年7月31日，捷豹TCS（英语：Tata Consultancy Services）車隊宣布为车队效力三个赛季的山姆·伯德（英语：Sam Bird）将会离队[32]。8月4日，捷豹车队宣布尼克·卡西迪（英语：Nick Cassidy）将由远景车队转投而来[20]。

- 2023年8月15日，新未來城麥拉倫电动方程式车队宣布雷內·拉斯特（英语：René Rast）在为车队效力一个赛季后离队[14]，车队也在一周后的8月22日宣布山姆·伯德（英语：Sam Bird）加盟车队[15]。

- 2023年8月30日，日产电动方程式车队（英语：Nismo）宣布奥利弗·罗兰（英语：Oliver Rowland）时隔两个赛季再次回归车队，此前罗兰曾在2018年至2021年为日产车队效力[30]。而上赛季为日产车队效力的诺曼·纳托（英语：Norman Nato）于9月12日宣布加盟安德烈提車隊[4]，取代安德烈·洛特尔，后者于2023年8月8日宣布将暂时离开电动方程式赛场，将精力专注于世界耐力锦标赛赛场[33]。

- 2023年9月15日，瑪莎拉蒂MSG车队（英语：Maserati MSG Racing）宣布，为车队及前身文图里车队效力6年的老将艾度亞度·莫他拿将会离队，[34]其席位由来自印度的前F2车手，上赛季车队后备车手杰汉·达鲁瓦拉取代[17]。

- 2023年9月27日，马恒达车队（英语：Mahindra Racing）宣布，此前离开玛莎拉蒂车队的艾度亞度·莫他拿以及2023年离开一级方程式赛车阿尔法托利车队，曾于第七赛季代表梅赛德斯EQ车队取得车手总冠军的荷兰车手尼克·德弗里斯将会加盟车队[28]。

## 賽程安排
第十赛季共安排16场电动大奖赛，季前测试于2023年10月23日至10月27日于西班牙瓦伦西亚举行（共进行3天，其中10月25日测试未进行，因10月24日维修区发生火灾）

### 已安排的賽程
| 场次  | 电动大奖赛                    | 举办国家及赛道                       | 日期          |
| ----- | ----------------------------- | ------------------------------------ | ------------- |
| 1     | 墨西哥城电动大奖赛            | 墨西哥 羅德里格斯兄弟賽道            | 2024年1月13日 |
| 2     | 德拉伊耶电动大奖赛            | 沙烏地阿拉伯 利雅得街道賽道          | 2024年1月26日 |
| 3     | 德拉伊耶电动大奖赛            | 沙烏地阿拉伯 利雅得街道賽道          | 2024年1月27日 |
| 4     | 聖保羅電動大獎賽              | 巴西 聖保羅街道賽道                  | 2024年3月16日 |
| 5     | 东京電動大獎賽                | 日本 东京 东京街道赛道               | 2024年3月30日 |
| 6     | 米萨诺·阿德里亚蒂科電動大獎賽 | 義大利 米萨诺马尔科·西蒙切利国际賽道 | 2024年4月13日 |
| 7     | 米萨诺·阿德里亚蒂科電動大獎賽 | 義大利 米萨诺马尔科·西蒙切利国际賽道 | 2024年4月14日 |
| 8     | 摩纳哥电动大奖赛              | 摩納哥 摩纳哥赛道                    | 2024年4月27日 |
| 9     | 柏林电动大奖赛                | 德国 柏林滕珀爾霍夫機場街道賽道      | 2024年5月11日 |
| 10    | 柏林电动大奖赛                | 德国 柏林滕珀爾霍夫機場街道賽道      | 2024年5月12日 |
| 11    | 上海电动大奖赛                | 中国 上海国际赛车场                  | 2024年5月25日 |
| 12    | 上海电动大奖赛                | 中国 上海国际赛车场                  | 2024年5月26日 |
| 13    | 波特兰电动大奖赛              | 美国 波特兰国际赛道                  | 2024年6月29日 |
| 14    | 波特兰电动大奖赛              | 美国 波特兰国际赛道                  | 2024年6月30日 |
| 15    | 伦敦电动大奖赛                | 英国 倫敦展覽中心賽道                | 2024年7月20日 |
| 16    | 伦敦电动大奖赛                | 英国 倫敦展覽中心賽道                | 2024年7月21日 |
| 来源: |                               |                                      |               |

### 賽程變化
- 上赛季曾举办的開普敦電動大獎賽（英语：Cape Town ePrix）、雅加达电动大奖赛将不会加入赛历[36]。其中雅加达电动大奖赛因印度尼西亚总统大选后勤原因暂时移出原定日期，最初曾保留重新择期举办的可能性，但在最终赛历中取消。
- 东京電動大獎賽（英语：Tokyo E-Prix）于本赛季首次加入赛历，这是东京首次承办国际汽联旗下的世界锦标赛[37]。2023年10月25日，东京电动大奖赛的赛道布局图公布，赛事将围绕东京国际展示场设置总长度2.582公里，具有18个弯角的街道赛道[38]。
- 上海电动大奖赛将以双赛形式加入赛历，赛事将使用上海国际赛车场的短布局进行比赛，这是电动方程式在2018–19赛季后再次重回中国进行比赛，上海也成为继北京、香港和三亚之后第四座承办电动方程式的中国城市[36]。
- 因举办罗马电动大奖赛的罗马街道赛道无法满足赛事要求，罗马电动大奖赛未被加入赛历，由新加入的米萨诺·阿德里亚蒂科電動大獎賽（英语：Misano Adriatico ePrix）替代，赛事将在位于艾米利亚-罗马涅大区里米尼省的米萨诺国际賽道（英语：Misano World Circuit Marco Simoncelli）举行[39]。
- 上赛季首次加入的波特兰电动大奖赛（英语：Portland ePrix）由单赛升级为双赛。
- 上赛季首次办赛的海得拉巴電動大獎賽（英语：Hyderabad ePrix）曾一度加入赛历，并安排在2024年2月10日举行。但因海得拉巴市所在的特伦甘纳邦选举结束后，新一届政府下辖的市政管理和城市发展部决定不履行此前签署的主办城市协议，因此电动方程式决定取消海得拉巴站比赛，正式通知特伦甘纳邦政府违约并保留采取相应法律措施的权利[40]。